# 和氣郡 (愛媛縣)
和氣郡（日语：〔〕／ Wake gun */?）為過去隸屬日本伊予國的郡，廢藩置縣後屬愛媛縣，已於1897年與風早郡、久米郡一同被併入溫泉郡。

## 歷史
- 1889年12月15日：實施町村制，和氣郡下轄：三津濱町、古三津村、新濱村、御幸村、久枝村、潮見村、堀江村、和氣村、興居島村、伊台村。（1町9村）
- 1897年4月1日：與風早郡、久米郡一同被併入溫泉郡。